# Nove Prodi

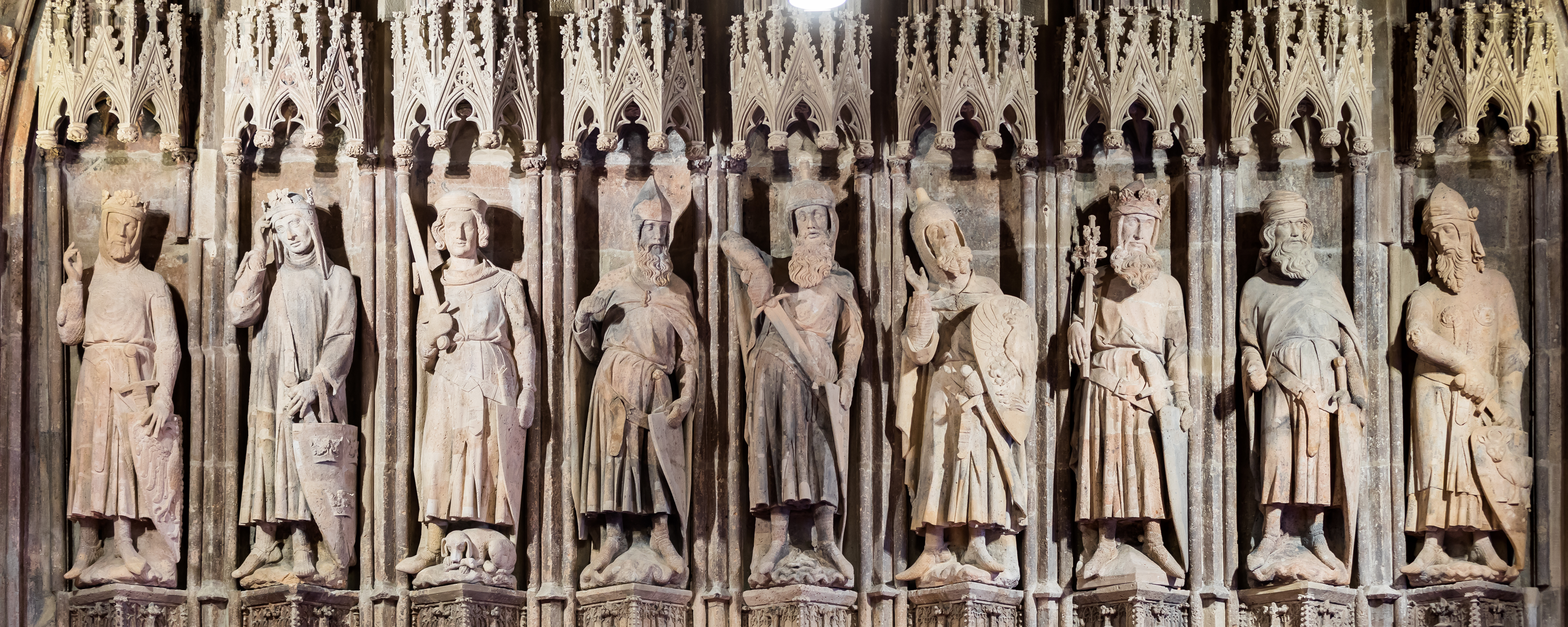
Le statue dei Nove Prodi sull'antico Municipio di Colonia.

Nella cultura cortese-cavalleresca del XIV e XV secolo con l'espressione Nove Prodi è indicato un gruppo di eroi antichi scelti per personificare gli ideali della cavalleria.

## Identità dei Nove Prodi
Le nove figure di eroi antichi compaiono per la prima volta, per quanto si sa, nei Voeux du paon di Jacques de Longuyon scritto intorno al 1312-13. 
In coerenza con un principio di simmetria i nove eroi antichi sono divisi in gruppi di tre, scelti come rispettivi campioni dell'antichità greco–romana, del Vecchio Testamento e dei cicli cavallereschi sui paladini della Cristianità.
Eroi del tempo pagano
- Ettore
- Alessandro Magno
- Cesare

Eroi dell’Antico Testamento
- Giosuè
- Davide
- Giuda Maccabeo

Paladini della Cristianità
- Re Artù
- Carlo Magno
- Goffredo di Buglione

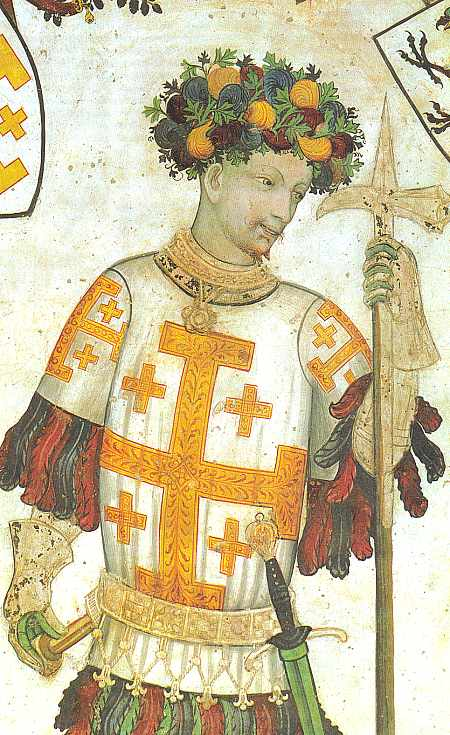
Maestro del Castello della Manta, particolare di Goffredo di Buglione.

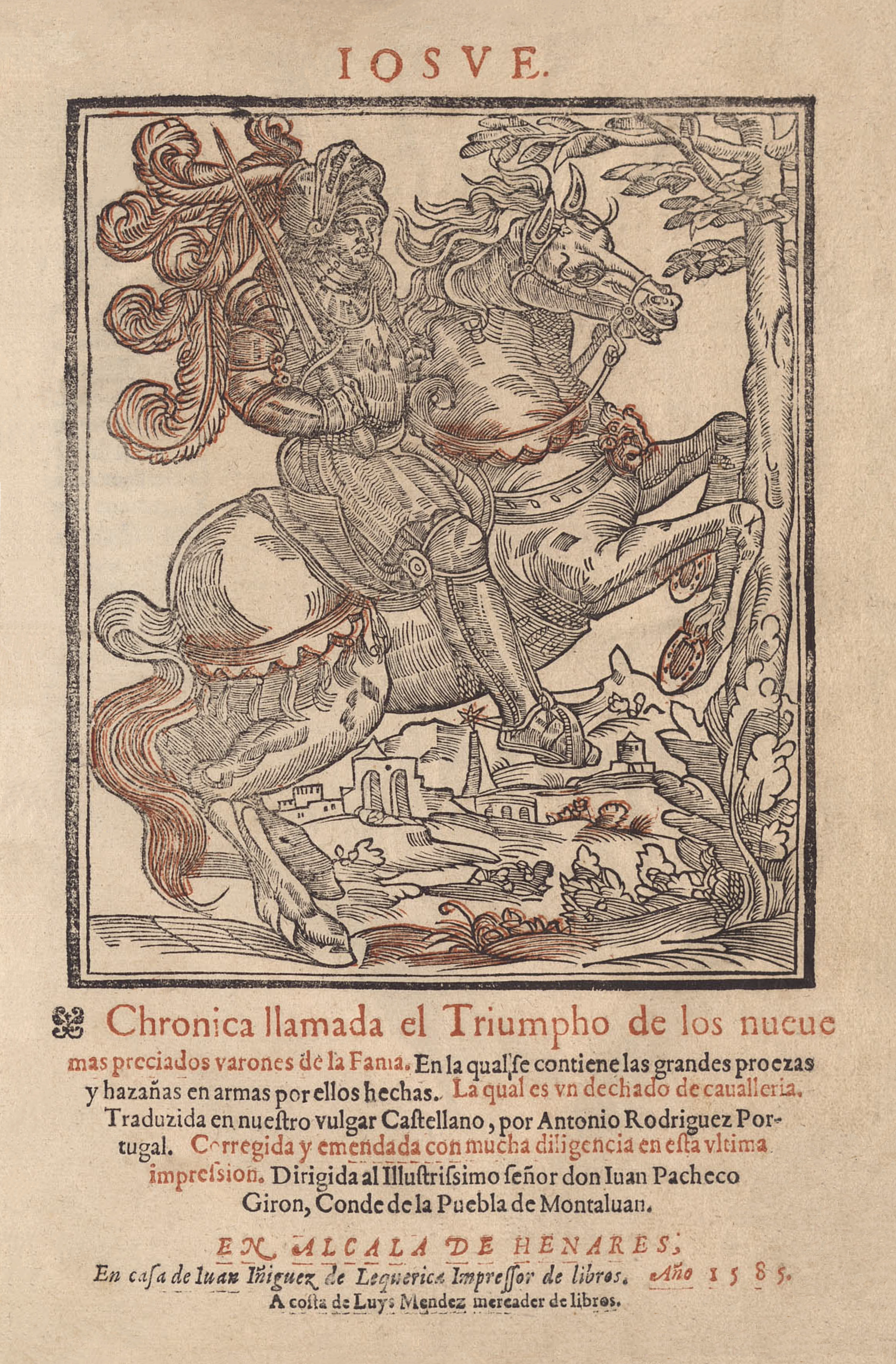
Nove Prodi (Alcalá de Henares, 1585).

I Prodi, come gruppo, dovevano rappresentare le diverse connotazioni del perfetto cavaliere, dal momento che ciascuno di essi, in modo diverso, procurò gloria ed onore alla propria nazione e ciascuno si distinse per le sue capacità di uomo d'arme.

Le figure dei Prodi come elemento emblematico nella cultura cortese-cavalleresca del XV secolo vengono menzionate da Johan Huizinga, nel saggio Autunno del Medioevo. Lo storico olandese ci informa che: 
(Johan Huizinga, L'Autunno del Medioevo)
Lo stesso Francesco I, nelle feste di corte, si vestiva di tanto in tanto con i costumi di uno dei nove Eroi.
L'invenzione dei Prodi sopravvisse, magari in forme scherzose ed irriverenti, al progressivo venire meno della cultura cortese cavalleresca: Shakespeare, ad esempio, inserisce nella trama della commedia Pene d'amor perdute, il goffo tentativo compiuto da alcuni maldestri personaggi di mettere in scena la rappresentazione de I nove Prodi a vantaggio di una principessa in visita presso di loro.

## I Nove Prodi nelle arti figurative

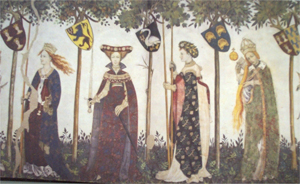
Maestro del Castello della Manta, Le nove eroine, dettaglio.

Nelle arti figurative le figure dei nove eroi trovano un ampio spazio iconografico, soprattutto nei codici miniati o negli affreschi dei saloni delle feste. 
- La raffigurazione pittorica forse più significativa è quella che orna la grande sala baronale del Castello della Manta. Si tratta dell'affresco eseguito dal Maestro del Castello della Manta, ignoto e validissimo esponente del gotico internazionale in Piemonte. Il ciclo pittorico, voluto nella sua dimora da Valerano di Saluzzo, è derivato dalle miniature dal romanzo Le Chevalier Errant di Tommaso III di Saluzzo. I nove eroi appaiono a grandezza naturale in un giardino di delizie, ricco di alberi fronzuti dai cui rami pendono i rispettivi blasoni nobiliari. Fanno loro da contrappunto, riccamente abbigliate, le Nove Eroine, ovvero nove celebri donne della mitologia famose per gli atti di coraggio da loro compiuti: esse sono Delfine, Sinope, Ippolita, Semiramide, Melanippe, Lampeto, Tamiri, Teucra e Pentesilea[2]. Nei preziosi e coloratissimi costumi indossati dai diciotto personaggi si celano verosimilmente - in una sorta di gaia parata - i ritratti di altrettanti personaggi della corte di Saluzzo.

- A Colonia le statue dei Nove Prodi stanno in bella mostra sulla facciata del vecchio palazzo comunale.